# Johann Arnold Kanne
Johann Arnold Kanne (Pseudonyme: Johannes Author, Walther Bergius, Anton von Preußen; * Mai 1773, getauft 31. Mai 1773 in Detmold; † 17. Dezember 1824 in Erlangen) war ein deutscher Schriftsteller, Mythologe und Sprachforscher (Orientalist). Er war ab 1818 Professor für orientalische Sprachen an der Universität Erlangen.